# Sauna (film, 2008)
Ne doit pas être confondu avec Sauna (film, 2025).
Pour plus de détails, voir Fiche technique et Distribution.
Sauna est un film finlandais réalisé par Antti-Jussi Annila, sorti en 2008.

## Synopsis
En 1595, un groupe d'hommes, dont des Finlandais et des Russes, sont chargés de faire le tracé des nouvelles frontières entre leurs deux pays respectifs. Au long de leur route, certains d'entre eux sont tourmentés par des actes du passé et font la rencontre d'un étrange village inconnu installé au milieu d'un marais. Ils ne se rendront jamais jusqu'à destination finale...

## Fiche technique
- Titre : Sauna
- Réalisation : Antti-Jussi Annila
- Scénario : Iiro Küttner

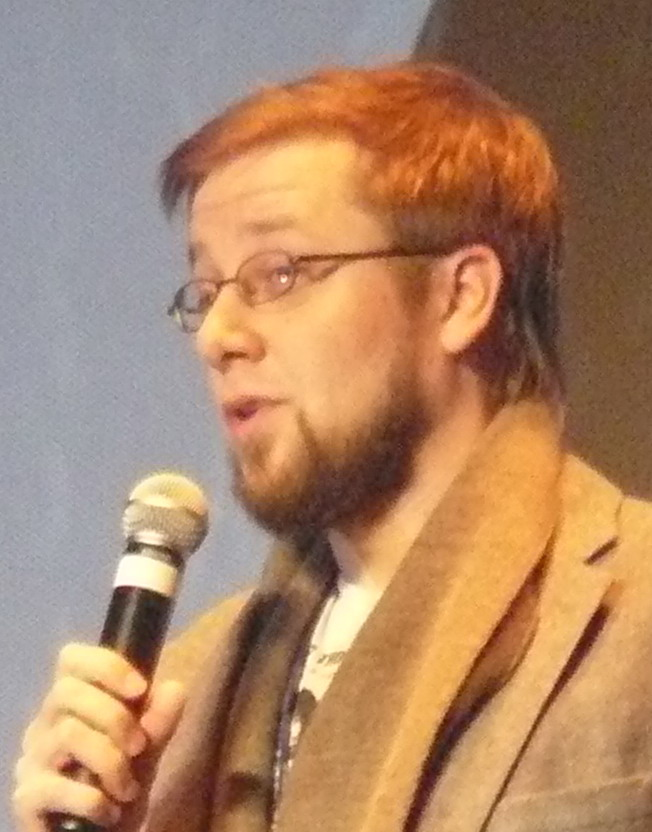
Antti-Jussi Annila au festival du film fantastique Fantastic'Arts en 2009

- Format : Couleurs - 2,35:1 - Dolby Digital - 35 mm
- Genre : Horreur et fantastique
- Date de sortie : 24 octobre 2008, Finlande

## Distribution
- Ville Virtanen : Eerik
- Tommi Eronen : Knut
- Viktor Klimenko : Semenski
- Rain Tolk : Rogosin
- Kari Ketonen : Musko
- Sonja Petäjäjärvi : Poika